# Come On, Marines!
Come On, Marines! is een Amerikaanse dramafilm uit 1934 onder regie van Henry Hathaway.

## Verhaal
Sergeant Lucky Davis leidt een eskader op expeditie door het oerwoud van de Filipijnen. Daar vindt een opstand plaats onder de aanvoering van een vogelvrij verklaarde bandiet. De mannen moeten er een groep kinderen redden, die van de buitenwereld is afgesneden. Wanneer ze ter plaatse arriveren, wacht hun een verrassing.

## Rolverdeling
| Acteur           | Personage             |
| ---------------- | --------------------- |
| Richard Arlen    | Lucky Davis           |
| Ida Lupino       | Esther Smith-Hamilton |
| Roscoe Karns     | Spud McGurke          |
| Grace Bradley    | JoJo La Verne         |
| Fuzzy Knight     | Wimpy                 |
| Monte Blue       | Luitenant Allen       |
| Edmund Breese    | Generaal Cabot        |
| Virginia Hammond | Susie Raybourne       |
| Emile Chautard   | Priester              |
| Toby Wing        | Dolly                 |
| Julian Madison   | Brick                 |
| Roger Gray       | Brooklyn              |
| Ann Sheridan     | Loretta               |
| Gwenllian Gill   | Katherine             |
| Lona Andre       | Shirley               |